# Все про роботів
«Все про роботів» чи «Досконалий робот» (англ. The Complete Robot) — збірка науково-фантастичних оповідань (31 із всього 38) про роботів американського письменника Айзека Азімова, видана в 1982 році. Збірка містить всі оповідання про роботів написані автором до дати виходу книги.

## Зміст
- Вступ
- Негуманоїдні роботи:
  - Найкращий товариш (1975)
  - Саллі (1953)
  - Одного дня (1956)
- Стаціонарні роботи:
  - Точка зору (1975)
  - Думай! (1977)
  - Справжнє кохання (1977)
- Металічні роботи:
  - Загублений робот AL-76 (1941)
  - Ненавмисна перемога (1942)
  - Чужинець у раю (1974)
  - Світловірші (1973)
  - Сегрегаціоніст (1967)
  - Роббі (1940)
- Гуманоїдні роботи:
  - Давайте зберемось разом (1957)
  - Віддзеркалення (1972)
  - Інцидент на трьохсотліття (1976)
- Пауелл та Донован:
  - Перший закон (1956)
  - Зачароване коло (1942)
  - Логіка (1941)
  - Впіймати кролика (1944)
- Сьюзен Келвін:
  - Брехун! (1941)
  - Задоволення гарантоване (1951)
  - Ленні (1958)
  - Раб коректури (1957)
  - Загубився робот (1942)
  - Ризик (1955)
  - Втеча (1945)
  - Доказ (1946)
  - Розв'язати протиріччя (1950)
  - Жіноча інтуїція (1969)
- Дві критичні точки:
  - ... що Ти пам'ятаєш про неї (1974)
  - Двохсотлітня людина (1976)

## Оповідання про роботів написані пізніше
- Сни робота
- Побачене роботом
- Як жаль!
- Різдво без Родні
- Кел
- Менший брат

## Видання
- 1994 році видавництво «Полярис» (Рига) видало збірку під назвою «Совершенный робот».